# Thomas Harriot
Thomas Harriot (født ca. 1560, død 2. juli 1621) var en engelsk astronom, matematiker, etnograf og oversætter. Visse kilder opgiver hans efternavn til at være Harriott eller Hariot. Han siges også at være manden der introducerede kartoflen i Storbritannien og Irland.